# امانوئل بوآدرون
امانوئل بوآدرون (فرانسوی: Emmanuelle Boidron‎؛ زادهٔ ۴ اوت ۱۹۷۸) هنرپیشه و بازیگر سینما اهل فرانسه است و بیشتر به دلیل بازی در سریال ناوارو در نقش یولاند ناوارو به عنوان فرزند کمیسر ناوارو شناخته شده‌است.